# Anopheles borneensis
Anopheles borneensis este o specie de țânțari din genul Anopheles, descrisă de Mcarthur în anul 1949. Conform Catalogue of Life specia Anopheles borneensis nu are subspecii cunoscute.